# Абдыкадырова, Гульнара Туруспаевна
Гульнара Турсупаевна Абдыкадырова (при рождении — Кадралиева) (6 мая 1961, Военно-Антоновка, Сокулукский район, Чуйская область, Киргизская ССР, СССР — 14 июня 2016, Бишкек, Кыргызстан) — советская и киргизская актриса Иссык-Кульского областного театра и кино, преподаватель и  театральный режиссёр, ученица Алексея Баталова.

## Биография
Родилась 6 мая 1961 года в селе Военно-Антоновка. В 1977 году переехала в Москву и поступила во ВГИК на киргизскую актёрскую мастерскую актёрского факультета к Алексею Баталову, который она окончила в 1982 году, после чего вернулась в Киргизскую ССР и в 1983 году была принята на должность ассистента режиссёра Государственного комитета Киргизской ССР по телевидению и радиовещанию, где она отработала всего лишь год, в 1984 году дебютировала в качестве актрисы Иссык-Кульского областного театра, в кино дебютировала двумя годами ранее (в 1982 году), а в 1987 году была принята в состав киностудии Киргизфильм, где играла вплоть до распада СССР, одновременно с этим в средних школах Киргизской ССР ставила детские спектакли в качестве театрального режиссёра. В 2000-х годах занималась преподавательской деятельностью — вела курсы актёрского мастерства в КГУКИ имени Б. Бейшеналиевой, а также в 2007 году снялась в одном фильме. Руководство Госкино и Союз кинематографистов Кыргызстана отмечали её профессионализм, талант, а также её производственную дисциплину во время её преподавательской деятельности.
Трагически погибла 14 июня 2016 года.

## Фильмография
- 1982 — Вальс Шопена
- 1984 —
  - Первый — секретарша
  - Потомок белого барса (фильм вышел на экраны в 1985 году) — Зулайка
- 1985 — Народные узоры
- 1987 —
  - Дилетант (фильм вышел на экраны в 1988 году) — учительница
  - Золотая колыбель
  - Удержись в седле
- 1988 — Приехал внук из города
- 1989—
  - Кербез. Неистовый беглец — женщина с ребёнком
  - Священный очаг
- 1990 —
  - Арбуз
  - Кто ты, Элли? — жена
  - Токтогул
  - Чингизхан
  - Я не хочу больше так жить
- 1992 — Квартирант — жена Жыргала
- 2007 — Чтения Петрарки —  тюремный дознаватель (приз за лучшую женскую роль на Первом МКФ — участниц ШОС)[2].